# Turin International
Esposizione Internazionale delle Industrie e del Lavoro (Dansk: International udstilling for Industri og Arbejde), populært kaldet Turin International, var en verdensudstilling afholdt i Torino i Italien fra den 29. april 1911 til den 19. november samme år, for at fejre 50 årsjubilæet for proklamationen af kongeriget Italien.
Udstillingsområdet dækkede et areal på 1.200.000 kvadratmeter på begge sider af Po forbundet af gangbroer, jernbanebroer og både. 37 lande deltog i udstillingen, der havde godt 7 millioner besøgende.
45°03′08″N 7°41′05″Ø / 45.0522°N 7.6847°Ø